# Łeonid Kołtun
Łeonid Jakowycz Kołtun, ukr. Леонід Якович Колтун, ros. Леонид Яковлевич Колтун, Leonid Jakowlewicz Kołtun (ur. 7 września 1944 w Charkowie) – ukraiński piłkarz, grający na pozycji bramkarza, trener piłkarski.

## Kariera piłkarska

### Kariera klubowa
W 1961 rozpoczął karierę piłkarską w miejscowym Awanhardzie Charków. Potem występował w klubie Sudnobudiwnyk Mikołajów, skąd w 1967 przeniósł się do Zirki Kirowohrad. Następnie w 1970 przeszedł do Dnipra Dniepropetrowsk, w którym występował przez 9 lat i zakończył karierę piłkarską.

## Kariera trenerska
Po zakończeniu kariery piłkarskiej w latach 1980-90 pracował w sztabie szkoleniowym Dnipra Dniepropetrowsk. W 1991 objął stanowisko głównego trenera Rotora Wołgograd. W latach 1992–1994 prowadził ukraińskie kluby Worskła Połtawa, Nywa Tarnopol, Ewis Mikołajów, Polissia Żytomierz. W pierwszej połowie sezonu 1995/96 pomagał trenować Metałurh Zaporoże, a następne dwa lata rosyjski Zenit Petersburg. W maju 1998 został zaproszony na stanowisko głównego trenera Torpeda Zaporoże. Potem w 3 meczach prowadził Dnipro Dniepropetrowsk. W latach 2000–2004 z przerwami trenował chiński klub Jiangsu Sainty Nankin. W 2006 ponownie pracował w rosyjskim Rotorze.

## Sukcesy i odznaczenia

### Sukcesy klubowe
- mistrz ZSRR: 1983, 1988
- zdobywca Pucharu ZSRR: 1989

### Sukcesy trenerskie
- mistrz Pierwszej ligi ZSRR: 1991
- mistrz Pierwszej lihi Ukrainy: 1994

### Odznaczenia
- tytuł Mistrza Sportu ZSRR: 1971
- tytuł Zasłużonego Trenera Ukraińskiej SRR: 1983